# علاج بالاستخلاب
العلاج بالاستخلاب (بالإنجليزية: Chelation therapy)‏ عبارة عن استخدام عوامل استخلاب من أجل إزالة المعادن الثقيلة من الجسم، وتوصي معايير الرعاية في الولايات المتحدة باستخدام حمض دايمركابتوسكسينك (دمسا DMSA) وذلك في معظم الأشكال المُعتادة من التسمم بالمعادن الثقيلة – تتضمن التسمم بالرصاص، الزرنيخ أو الزئبق. أمَّا بعض عوامل الاستخلاب الأخرى مثل حمض 3،2-ثنائي مركبتو-1-بروبان السلفونيك (DMPS) وحمض ألفاليبويك (ALA)، والتي اُستخدمت في الطب الشعبي والطب البديل. ولا يوجد أي بحث علمي مُصدَّق قد توصل إلى أية فوائد أخرى للعلاج بالاستخلاب لأمراض أو علل أخرى.

## تاريخ العلاج بالاستخلاب
دخلت عوامل الاستخلاب في عالم الطب كنتيجة لاستخدام غاز سام أثناء الحرب العالمية الأولى ويعتبر مركب دايثيول العضوي دايمركابرول (ويسمى أيضاً بالبريطاني مضاد اللويزيت أو اختصاراً البال (BAL)) أول عامل استخلابى واسع الانتشار، وقد اُستخدم على أنه ترياقاً (دهاناً) للغاز السام المصنوع أساساً من الزرنيخ والذي يطلق عليه، اللويزيت. ترتبط ذرات الكبريت الموجودة في مجموعات بالمركبتان بقوة بالزرنيخ الموجود في اللويزيت ويكونّا معاً مركب ذّوابّ في الماء ويدخل في تيار الدم مما يسمح بإزالته من الجسم عن طريق الكليتين والكبد، إلاَّ أن للبال آثار جانبية شديدة الخطورة.
بعد الحرب العالمية الثانية، عانى عدد كبير من موظفي البحرية من التسمم بالرصاص كنتيجة لعملهم في إعادة صباغة هياكل السفن ومن ثم بدأ استخدام الإيديتا EDTA «حمض الإيثيلين داي أمين تترا أسيتيك» استخداماً طبياً ليكون عامل استخلابى للرصاص. على خلاف البال، فإن الإيديتاهي حمض أمينى مصنّع ولا تحتوي على أي مركبتان ولا تعتبر آثار الإيديتا الجانبية في نفس درجة شدة خطورة البال.
و في الستينات الميلادية 1960 حُوِّر البال إلى دمسا وهو ثنائي ثيول (dithiol) مرتبط وله آثار جانبية أقل بكثير. وسريعاً ماحلّ محل البال والإيديتا، وأصبح مطابقاً معايير الرعاية الأمريكية في علاج تسمم الرصاص والزرنيخ والزئبق وما زال يستخدم حتى الآن. حديثاً طُوِّرت الأملاح العضوية إستر الدمسا وذُكر أنها أكثر فعالية، على سبيل المثال ذكرت التقارير أن أملاح مونويزومل العضوية (MIADMSA) أكثر فعالية من الدمسا في التخلص من الزئبق والكادميوم.
أدّى بحث في الاتحاد السوفيتي إلى ظهور DMPS ، وهو داي ثيول آخر، ليكون عامل استخلابى للزئبق وقد أوجدت السوفيت أيضاً، والذي يحوله الجسم إلى حمض دايثيول دايهيدروليبويك، وهو عامل استخلابى لكل من الزرنيخ والزئبق. DMPS وضع في حالة تجريبية في منظمة الأغذية الأمريكية بينما يعتبر حمض ألفا ليبويك مُكمّل غذائي عادي.
منذ السبعينات 1970 وما زال العلاج الاستخلابى للحديد يستعمل كبديل لـخزع الوريد وذلك لعلاج مخزون الحديد الزائد عند الأشخاص الذين يعانون من الصباغ الدموي.
اُكتشفت عوامل استخلابية أخرى ويؤدون وظائفهم جميعهم عبر تشكيل العديد من الروابط الكيميائية مع الأيونات المعدنية مما يجعلها كيميائياً أقل تفاعلية حيث يكون المركب الناتج ذوّابٌ في الماء مما يسمح بدخوله إلى تيار الدم ومن ثم يخرج مع الفضلات خارج الجسم دون ضرر.
الاستخلاب بـإيديتا الكالسيوم ثنائية الصوديوم أجازته منظمة الغذاء والأدوية الأمريكية (FDA) لعلاج التسمم بالرصاص وسمية المعادن الثقيلة. وفي عام 1998م، قامت لجنة التجارة الفيدرالية (FTC) بمتابعة الكلية الأمريكية للتقدم الطبي (ACAM)، وهي منظمة تعمل على ترويج «الطب التكميلي والبديل والتكاملي»، بسبب الادعاءات المتعلقة بعلاج مرض تصلب الشرايين في إعلانات عن العلاج الاستخلابى باستخدام (EDTA).
و استنتجت لجنة التجارة الفيدرالية بأنه كان هناك نقص في الدراسات العلمية التي تدعم هذه الادعاءات وبأن البيانات الصادرة عن ACAM كانت خاطئة. وفي عام 1999 م، وافقت ACAM على أن تتوقف عن إساءة تمثيل العلاج بالاستخلاب على أنه فعال في علاج أمراض القلب متجنبة للإجراءات القضائية.

## الاستخدام الطبي

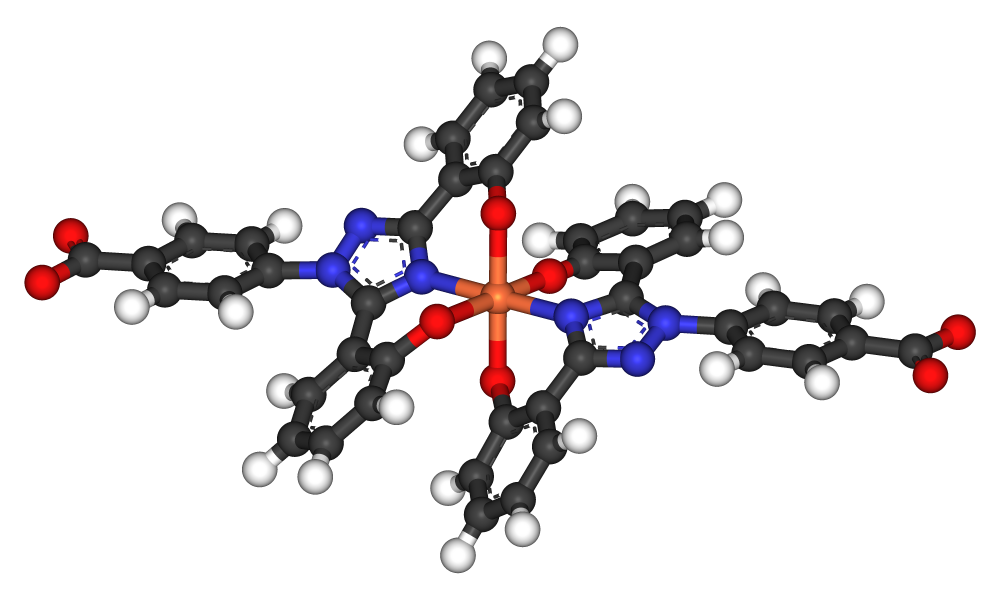
ارتباط جزيئين من الديفيراسيروكس (مخلب عن طري الفم) بالحديد. يستخدم الديفيراسيروكس في علاج نقل الدم المحمّل بالحديد للأشخاص المصابة بالثلاسيميا

يستخدم العلاج بالاستخلاب كعلاج للتسمم الحاد بالزئبق، الحديد (و منها حالات فقر الدم الكولي)، الزرنيخ، الرصاص، اليورانيوم، البلاتينيوم وغيرها من أشكال أخرى من التسمم بالمعادن السامة ويمكن أن يعطى علاج عوامل الاستخلاب بالحقن الوريدي أو العضلي أو عن طريق الفم وهذا يعتمد على طبيعة العامل نفسه ونوعية التسمم.
أحد الأمثلة على نجاح العلاج بالاستخلاب هي حالة "هارولد ماكلوسكى الذي كان عامل نووي تعرض إلى التلوث بعنصر الأمريكيوم المشع وذلك عام 1976 م وتلقى علاج حمض دايايثيلين ترايأمين بنتاسيتك (DTPA) على مدار أعوام عديدة مما أدى إلى إزالة (41 MBq – 41 مليون وحدة إشعاعية)أو ما يوازي (1.1 mCi – 1.1 ملي كُوري) من الأمريكيوم من جسمه وقد كانت وفاته بعد 11 عام من هذه الواقعة راجعة إلى أسباب أخرى.
توجد العديد من عوامل الاستخلاب ولها ألفة مختلفة تجاه المعادن المختلفة، بعض عوامل الاستخلاب الشائعة هي:
| المخلبي                                        | استخدامه |
| ---------------------------------------------- | --- |
| دايمركابرول (بال)                              | - التسمم الحاد بالزرنيخ - التسمم بالزئبق - التسمم بالرصاص (بالإضافة إلى الأيديتا)                                                              |
| حمض دايمركابت سكسينك (DMSA)                    | - التسمم بالرصاص - التسمم بالزرنيخ - التسمم بالزئبق                                                                                            |
| حمض 3،2-ثنائي مركبتو-1-بروبان السلفونيك (DMPS) | - التسمم الحاد الخطير بالزرنيخ - التسمم الحاد الخطير بالزئبق                                                                                   |
| بينسيلامين                                     | يستخدم بشكل رئيس في: - التسمم بالنحاس علاج إلحاقي من حين لآخر في: - التسمم بالذهب - التسمم بالزرنيخ - التسمم بالرصاص - التهاب المفاصل الرثياني |
| (حمض ايثيلين داي أمين تترا اسيتك) (CaNa2-EDTA) | - التسمم بالرصاص |
| ديفيروكسامين وديفيراسيروكس                     | - التسمم الحاد بالحديد - فرط حمل الحديد |

### التسمم بالعناصر الثقيلة المُشخّص طبياً
بعض عناصر الاستخلاب الشائعة هي: ايثيلين حمض داي أمين تترا اسيتك (EDTA) وحمض 3,2-ثنائي مركبتو-1-بروبان السلفونيك (DMPS) وثيامين تترا هيدرو فرفيريل داي سالفيد (TTFD) وحمض 3,2-دايمر كابتو سكسينك (DMSA).
إيديتا الكالسيوم ثنائية الصوديوم و (DMSA) هما فقط اللذان أجازتهما منظمة الغذاء والأدوية لإزالة الرصاص بينما لم تُجيز المنظمة كلاً من (DMPS) و (TTFD).
هذه العقاقير تتحد مع المعادن الثقيلة في الجسم وتمنعهم من الاتحاد مع عوامل أخرى وبعد ذلك تخرج مع الفضلات من الجسم.
عملية الاستخلاب تعمل على إزالة بعض العناصر الغذائية أيضا مثل فيتامين ج وفيتامين هـ ولذلك يجب مدّ الجسم بها.

## الاستخدام في الطب البديل
يستخدم الطب البديل العلاج بالاستخلاب كعلاج غير معياري لبعض الأمراض بما في ذلك أمراض القلب ومرض التوحد. وقد أُجريت بعض المحاولات لاستخدامه في معالجة الفشل الكلوي والاضطرابات البصرية (اعتلال القرنية الشريطي الترسبي) وأيضاً سرطان المبيض.
يجري حالياً المركز الدولي للطب التكميلي والبديل بالولايات المتحدة (NCCAM) تجربةً لمعرفة مدى أمان وفعالية العلاج بالاستخلاب لمرضى الشريان التاجي. وقد قام مدير (NCCAM) «ستيفين ستراين» بالاستشهاد بالاتي كعوامل محفزة للتجربة (الاستخدام الواسع الانتشار للعلاج بالاستخلاب بدلاً من العلاجات القائمة وعدم وجود بحث مسبق كافٍ يؤكد استخدامه الآمن وفعاليته والتأثير العام لمرض الشريان التاجي). ولكن هذه الدراسة المقترحة واجهت انتقاداً بأنها غير أخلاقية وغير ضرورية وخطيرة بالإضافة إلى وجود العديد من الدراسات أجريت في السابق والتي أوضحت أن هذه الدراسة لا تأتِ بأي فائدة.

### أمراض القلب
بعض ممارسي الطب البديل [من؟] يعالجون المرضى بعوامل الاستخلاب، عادة ما يستعملون (EDTA) لمرضى تصلب الشرايين.
لم يظهر استخدام (EDTA) كعلاج استخلابى لداء شريان القلب التاجي أي فعالية ولم تجيزه منظمة الغذاء والأدوية الأمريكية (FDA).
اُقترحت العديد من الآليات الممكنة ولكن لم يتم التحقق من صلاحيتها علمياً وقد بدأ المركز الدولي للطب التكميلي والبديل إجراء «تجربة تقييم العلاج بالاستخلاب» (TACT) في عام 2003 م. Patient enrollment was to be completed around July 2009 with final completion around July 2010, كان يجب أن يكتمل تسجيل المرضى في شهر يوليو 2009 م  والاكتمال النهائي في يوليو 2010 م، ولكن تم تعليق التسجيل في هذه التجربة في 26 سبتمبر 2008 م لتحقيق يجريه مكتب الحماية من التجارب على البشر ((OHRP بعد شكاوي عن مسائل أخلاقية مثل الموافقة عن وعي غير كافٍ وقد اُنتقدت هذه التجربة لافتقارها إلى الدراسات التي تسبق المرحلة الأولى والثانية وبالتحديد لأن التجارب السابقة التي كانت خاضعة للمراقبة لم تظهر أي فائدة. لعبت الكلية الأمريكية للتقدم الطبي، وهي منظمة مثيرة للجدل أُنشئت لترويج العلاج بالاستخلاب، جزءا هاماً في تبنى تجربة TACT السريرية وأدى هذا إلى مزيد من الانتقاد لهذه التجربة. وكانت حجة «اتوود وآخرين» بأن العيوب المنهجية وعدم وضع احتمالية مسبقة من دورها أن تجعل هذه المحاولة لا أخلاقية وخطيرة ومضيعة للوقت وعديمة الجدوى.
قالت جمعية القلب الأمريكية أنه «ليس هناك أي دليل علمي على وجود أية فائدة من هذا الشكل العلاجي» كما إن كلا من منظمة الغذاء والأدوية الأمريكية ((FDA والمعاهد القومية للصحة (NIH) والكلية الأمريكية لأمراض القلب يتفقون مع جمعية القلب الأمريكية على أنه ليس هناك أية دراسات علمية ومنشورة ومراقبة وكافية تستخدم طرق علمية حديثة ومُجازة لتدعم هذا النوع من العلاجات لحالات أمراض القلب الوعائية. على غرار باقي المعلقين العلميين، أشاروا إلى أن أي تحسن بين مرضى القلب الذين يخضعون لعلاجات استخلابية يمكن إن تنسب إلى التأثيرات الوهمية وتغيرات في النظم الحياتية التي اُكتشفت في الطب التقليدي ولكن يوصي بها أطباء العلاج الاستخلابى مثل «التوقف عن التدخين وفقدان الوزن الزائد وتناول المزيد من الخضراوات والفواكه وتجنب الأغذية الغنية بالدهون المشبعة وأيضاً الممارسة المنتظمة للرياضة». وعبّر هؤلاء المعلقون عن قلقهم حيال تأجيل تلقي المرضى علاجات أمراض القلب المختبرة مثل الأدوية أو الجراحة. وجد الاستعراض المنهجي لعام 2005 م أن الدراسات العلمية الخاضعة للمراقبة لا تؤيد العلاج بالاستخلاب لأمراض القلب. وذلك لأن تجارب صغيرة جداً ودراسات توصيفيه ذكرت بعض الفوائد بينما دراسات أوسع خضعت للمراقبة لم تجد نتائج غير تلك الوهمية. «عيادة مايو الطبية» تقول بأن «الدراسات الاستخلابية قد وجدت أن الاستخلاب لم يصلح لمعالجة أمراض القلب».

### التوحد
يستخدم المعالجين بالطب البديل العلاج بالاستخلاب استخداماً واسعاً لعلاج مرض التوحد،  وبناءً على افتراضية أن التسمم بالزئبق يمكن أن يساهم في ظهور أعراض التوحد وذلك أيضاً مع وجود بعض الأبحاث [بحاجة لمصدر] التي تُرجّح أن 2-8% من الأطفال المصابين بالتوحد قد تناولوا هذا العلاج. قد يكون إما أن طبيب الأهل يستخدم علاجاً للتسمم بالرصاص أو أن يقوموا هم بشراء مكملات غذائية غير منظمة. تعتبر المنظمة الحقوقية لمرضى التوحد استخدام العلاج بالاستخلاب غير أخلاقى وربما خطيراً. هناك دلائل وبائية قوية تدحض الصلات بين المحفزات البيئية، على وجه الخصوص الأمصال التي تحتوى على مادة الثيومرسال، وبداية ظهور أعراض مرض التوحد. لا يوجد اى دليل علمي يدعم استخدام العلاج بالاستخلاب كعلاج لمرض التوحد.

### الخلاف (الجدل)
الكفاءة والأمان وجزء كبير من النظرية التي تدعم هذه الممارسات البديلة هم مواضع الجدل في المجتمع الطبي. وفي عام 2001 م، أعلن الباحثون في جامعة"Calgary" بأن مرضى القلب الذين تلقوا علاج استخلابى لم يظهروا أي تحسن يزيد عن أولئك الذين تلقوا علاجات وهمية.
في عام 1998 م اتهمت لجنة التجارة الفدرالية FTC الموقع الإلكتروني للكلية الأمريكية للتقدم الطبي والكتيب الذي يوزعونه باحتوائهما على ادعاءات كاذبة أو غير مدعومة بأدلة. وفي ديسمبر من عام 1998م أعلنت (FTC) أنها قد حصلت على الموافقة على اتفاقية تحظر على (ACAM) القيام بنشر إدعاءات تسويقية لا أساس لها توحي بأن العلاج بالاستخلاب فعالٌ لشفاء تصلب الشرايين أو أي مرض آخر من أمراض الجهاز الدوري.
استخدام ممارسي الطب البديل العلاج بالاستخلاب لعلاج الاضطرابات السلوكية أو أي خلل آخر يعتبر كذبة علمية وذلك لأنه ليس هناك أي إثبات يؤكد فعاليته.

### الانتشار
قدّرت الكلية الأمريكية للتقدم الطبي عدد الزيارات الطبية من أجل العلاج بالاستخلاب كانت 800,000 زيارة في الولايات المتحدة عام 1997 م.

## الآثار الجانبية ومخاوف الأمان
هناك نسبة حدوث ضئيلة للآثار الجانبية عند استخدام الاستخلاب عند معدل الجرعات والحقن الوريدي الموصى به من منظمة الغذاء والأدوية الأمريكية كعلاج لتسمم المعادن الثقيلة [بحاجة لمصدر]. الشعور بحرقان في موضع الحقن الوريدي هو أمر شائع وأيضاً هناك آثار جانبية أخرى مثل الحمى، الصداع، الغثيان، اضطرابات معوية، التقيؤ، تشنجات، إحباط النخاع العظمي، انخفاض ضغط الدم، اضطرابات قلبية، توقف تنفسي، نقص معدل الكالسيوم، وأيضاً بعض المخاوف الأخرى مثل الفشل الكلوي والذي يمكن أن يتطلب غسيل كلوي مكلف وعلى مدى الحياة أو أن يسبب الوفاة.
هناك بحث أجري عام 2007 م على فئران التجارب أشار إلى أن إعطاء عامل الاستخلاب (DMSA) إلى الفئران بدون وجود معدلات عالية من الرصاص يمكن أن يسبب ضرر إدراكي دائم.
عندما لا يُعطى الإيدتا (EDTA) بإشراف خبير صحي لعلاج التسمم بالمعادن الثقيلة فإن آثاراً جانبية أشد خطورة قد تحدث.
العلاج بالاستخلاب قد يكون خطير حتى لو أُجري باستخدام عوامل الاستخلاب المجازة من (FDA). في أغسطس عام 2005 م أدى علاج استخلابى فاسد أجراه أحد أعضاء الكلية الأمريكية للتقدم الطبي إلى وفاة طفل متوحد في الخامسة من العمر؛  وإلى وفاة بنت في الثالثة من عمرها غير مصابة بالتوحد في فبراير 2005؛ بالإضافة لوفاة رجل بالغ في أغسطس 2003 م أيضاً لا يعانى من التوحد.
كل هذه الوفيات كانت نتيجة صدمة قلبية تسبب فيها انخفاض نسبة الكالسيوم أثناء مدة العلاج بالاستخلاب،  فقط الطفلة التي كانت في الثالثة من العمر تم تقييم حالتها طبياً ووجد أن لديها نسبة رصاص عالية في الدم مما أدى إلى انخفاض نسب الحديد وإلى الإصابة بفقر دم وهو سبب طبي ملائم لإجراء علاج استخلابي.
سُجّلت أكثر من ثلاثين حالة وفاة مرتبطة بإعطاء (Di Sodium EDTA) عبر الوريد منذ عام 1970 م.

## وصلات خارجية
- Chelation Therapy: Unproven Claims and Unsound Theories Quackwatch